# 1193 Africa
1193 Africa är en asteroid i huvudbältet som upptäcktes den 24 april 1931 av den sydafrikanske astronomen Cyril Jackson. Asteroidens preliminära beteckning var 1931 HB. Asteroiden fick sedan namn efter den världsdel som Johannesburg ligger i.
Den tillhör asteroidgruppen Eunomia.
Africas förra periheliepassage skedde den 16 november 2021. Dess rotationstid har beräknats till 6,56 timmar.